# Anamidae
Anamidae Simon, 1889 è una famiglia di ragni appartenente all'ordine Araneae.

## Etimologia
Non è nota l'etimologia del nome della famiglia. Nella descrizione originaria non vi è cenno.

## Caratteristiche
I ragni di questa famiglia, in particolare i generi Aname, Chenistonia e Namea, sono chiamati "ragni a forcella", per la forma della loro tana aperta rivestita di seta, che ha la forma della lettera "Y", con un braccio più corto rispetto agli altri. Solo il braccio più lungo raggiunge la superficie. Si ritiene che il braccio più corto consenta al ragno di sopravvivere alle inondazioni intrappolando una bolla d'aria.

## Distribuzione
I 10 generi sono stati rinvenuti in Australia.

## Tassonomia
Inizialmente descritta come tribù col nome di Anameae in un lavoro di Simon (1889), è stata elevata al rango di sottofamiglia con il nome di Anaminae a seguito di un lavoro dell'aracnologo Raven (1985).
Di recente, a seguito del corposo lavoro dell'aracnologa Opatova et al., del 2020, è stata costituita in famiglia con l'attuale denominazione; a seguito di uno studio di Harvey et al., del 2020, è stata anche suddivisa in 2 sottofamiglie:
- Anaminae Opatova et al., 2020 (che comprende i generi Aname, Hesperonatalius, Kwonkan, Swolnpes e Troglodiplura)
- Teylinae Main, 1985 (che comprende i generi Chenistonia, Namea, Proshermacha, Teyl e Teyloides)

Attualmente, a novembre 2020, si compone di 10 generi e 104 specie:
1. Aname L. Koch, 1873 - Australia occidentale e meridionale, Queensland, Nuovo Galles del Sud, Tasmania
2. Chenistonia Hogg, 1901 - Australia occidentale, Queensland, Nuovo Galles del Sud, Tasmania, Victoria
3. Hesperonatalius Castalanelli, Huey, Hillyer & Harvey, 2017 - Australia occidentale
4. Kwonkan Main, 1983 - Australia occidentale e meridionale
5. Namea Raven, 1984 - Queensland, Nuovo Galles del Sud
6. Proshermacha Simon, 1908 - Australia
7. Swolnpes Main & Framenau, 2009 - Australia occidentale
8. Teyl Main, 1975 - Australia occidentale, Victoria
9. Teyloides Main, 1985 - Australia meridionale
10. Troglodiplura Main, 1969 - Australia occidentale e meridionale